# Задина, Филип
Филип Задина (чеш. Filip Zadina; 27 ноября 1999, Пардубице, Чехия) — чешский хоккеист, нападающий швейцарского клуба «Давос». Воспитанник клуба «Пардубице». На драфте НХЛ 2018 года был выбран в первом раунде под 6-м номером клубом НХЛ «Детройт Ред Уингз». Известен очень корректной игрой: за первые 4 сезона в НХЛ за 160 матчей набрал всего 12 минут штрафа.

## Карьера

#### Клубная
Филип Задина начал свою хоккейную карьеру в юниорской команде «Пардубице» (до 16 лет), в конце сезона 2012/13. 10 октября 2014 года в возрасте 14 лет он сыграл первую игру в чемпионате Чехии для игроков не старше 20 лет. Даже несмотря на разницу в 5 лет, Задина набрал 4 очка (2 шайбы и 2 передачи) в поединке против юниоров пражской «Славии» и был признан лучшим игроком матча. Дебют в Экстралиге за основную команду пришёлся на конец 2015 года. 6 декабря 2015 года Задина, которому за 10 дней до игры исполнилось 16 лет, провёл свой первый матч в чешском чемпионате за «Пардубице», проведя 12 минут в игре против «Градец Кралове», которую его клуб проиграл со счётом 1:4. Следующий сезон он начал в главной команде, но из-за невысокой результативности половину сезона провёл в юниорской Экстралиге, где выступают хоккеисты не старше 20 лет.
Будучи одним их самых перспективных игроков мира своего поколения, летом 2017 года Задина перебрался за океан, чтобы иметь возможность быть выбранным на более высокой позиции в предстоящем через год драфте НХЛ. Он провёл сезон 2017/18 в главной юниорской хоккейной лиге Квебека, играя за канадский клуб «Галифакс Мусхэдз». Набрав 94 очка (49 шайб и 45 передач) в 66 матчах сезона, он вошёл в первую команду звёзд и стал обладателем Майк Босси Трофи (приз самому перспективному игроку сезона). Задина стал вторым после Алеша Гемски чешским хоккеистом, которому удалось выиграть этот трофей. После такого удачного сезона он стал одним из главных фаворитов драфта НХЛ 2018 года. В итоге его выбрал в первом раунде под 6-м номером клуб НХЛ «Детройт Ред Уингз».
Сразу после драфта «Детройт» подписал с ним трёхлетний контракт. Задина участвовал в предсезонных матчах НХЛ. Уже во второй игре за «Детройт» он забросил свою первую шайбу, отличившись на 3-й минуте игры против «Бостон Брюинз». Всего он сыграл 7 предсезонных матчей, в который набрал 3 очка (2 шайбы и 1 передачу). Но этого оказалось недостаточно для того, чтобы остаться в основной команде. Тренер «Детройта» Джефф Блэшилл послал Задину в АХЛ, в фарм-клуб «Детройта» «Гранд-Рапидс Гриффинс».
Уже в третьем матче за «Гранд-Рапидс» он набрал свои первые очки в АХЛ, забросив две шайбы в ворота «Херши Беарс», тем самым помог своей команде одержать победу со счётом 6:3. В декабре 2018 года было объявлено о том, что Задина будет участвовать в молодёжном чемпионате мира. После возвращения с турнира, который получился неудачным для сборной Чехии и самого Задины, он ярко проявил себя в АХЛ. 11 января 2019 года Филип Задина набрал 3 очка (2 шайбы и 1 передачу) в игре против «Бельвилль Сенаторз» и был признан первой звездой матча. 23 февраля, после 7-матчевой результативной серии, Задина был впервые вызван в основную команду «Детройта». На следующий день он дебютировал в НХЛ в домашней игре с «Сан-Хосе Шаркс», которую «Детройт» проиграл со счётом 3:5. 5 марта, в своём 4-м матче в НХЛ, Задина забросил первую шайбу, поразив ворота голкипера «Колорадо Эвеланш» Семёна Варламова. 9 марта он сделал первую голевую передачу в НХЛ, ассистировав Томасу Ванеку в матче с «Тампа-Бэй Лайтнинг». Как и предполагалось, после 9 матчей Задина был отправлен обратно в фарм-клуб, так как по условиям контракта при проведении 10 и более матчей за сезон, его контракт считался бы действующим. Учитывая то, что «Детройт» лишился шансов на попадание в плей-офф, это было бы невыгодно для клуба.

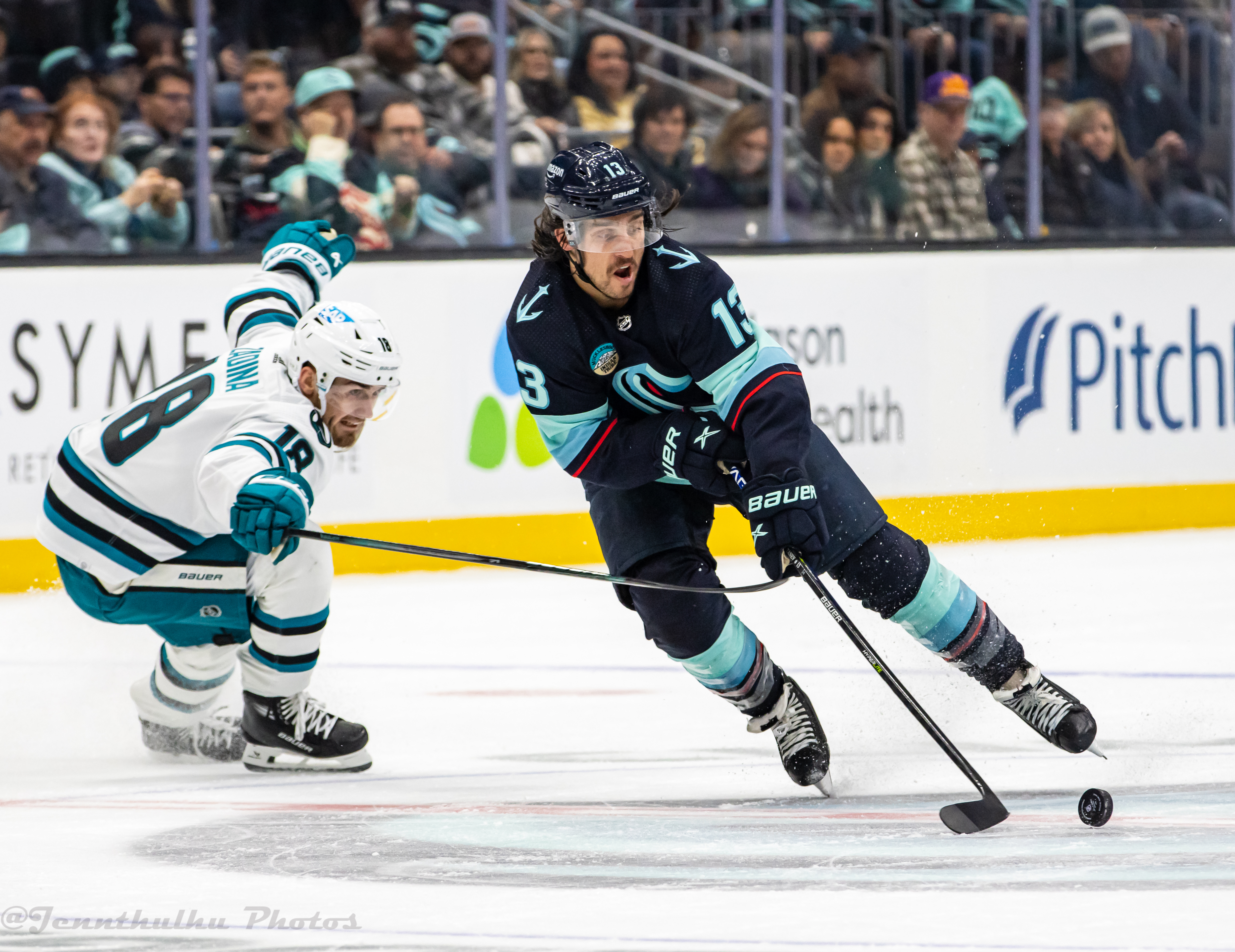
Задина (слева) в составе «Шаркс»

Перед началом сезона 2019/2020 Задина был настроен побороться за место в основной команде, но из-за низкой результативности в предсезонных матчах (1 передача в 6 играх), он вновь был послан в фарм-клуб. 24 ноября 2019 года сыграл первый матч за «Детройт» в новом сезоне, результативными действиями в игре с «Каролиной Харрикейнз» не отметился. 13 декабря Задина провёл свой самый лучший матч в карьере, набрав 3 очка (гол + 2 передачи) в игре с «Виннипег Джетс». 7 января 2020 года в матче против «Монреаль Канадиенс» Задина забросил свою первую победную шайбу в НХЛ, при счёте 3:3 на 57-й минуте он забил гол, установив итоговый результат матча. 22 января Задина впервые забросил 2 шайбы в одном матче, но это не спасло «Детройт» от поражения в игре с «Миннесотой Уайлд». В начале февраля в игре с «Нью-Йорк Рейнджерс» Задина получил травму «нижней части тела», из-за которой он выбыл на несколько недель.
Из-за пандемии регулярный чемпионат был прерван до его окончания, а розыгрыш Кубка Стэнли завершился в конце сентября 2020 года. В связи с этим руководство «Детройта» разрешило Задине начать сезон в чешской Экстралиге за «Оцеларжи Тршинец». В 17 играх Задина забросил 8 шайб, а его команда занимала первое место в турнирной таблице. 15 декабря «Детройт» вызвал его обратно для подготовки к новому сезону НХЛ. В своем первом полноценном сезоне в составе «Детройта», Задина набрал 19 очков (6 шайб и 13 передач) в 49 играх. За весь сезон Задина не получил ни одной штрафной минуты.

#### Сборная Чехии
С 2015 года Задина играл за юниорские сборные Чехии разных возрастных категорий. В составе юниорской сборной Чехии он стал победителем Мемориала Ивана Глинки в 2016 году. Задина стал героем финальной игры со сборной США, забросив 2 шайбы.
Был участником чемпионата мира среди юниоров в 2016 и 2017 годах. В 2018 году на молодёжном чемпионате мира он вошёл в символическую сборную турнира, забросив 7 шайб в 7 матчах. Чешская сборная остановилась в шаге от медалей, заняв 4 место. Задина показал впечатляющую игру на чемпионате, особенно в четвертьфинале со сборной Финляндии, который чехи выиграли 4:3. он забросил в этой игре две шайбы, сравняв счёт на 58-й минуте.
В апреле 2018 года Задина вместе со своими партнёрами по молодёжной сборной Мартином Нечасом, Филипом Хытилом и Мартином Каутом был впервые вызван в основную сборную Чехии для участия в подготовке к чемпионату мира. 19 апреля 2018 года он дебютировал за сборную в своём родном городе Пардубице в игре Чешских хоккейных игр против сборной Финляндии. Уже на 10-й минуте матча он забросил шайбу и помог своей команде одержать победу со счётом 3:1. Чешская сборная выиграла домашний этап Еврохоккейтура, победив во всех играх, а Задина набрал в 3-х матчах 2 очка (1 шайба и 1 передача). Но на следующем турнире в Швеции Чехия проиграла все матчи, а сам Задина в 3-х играх не набрал ни одного очка. В итоге тренер сборной Йозеф Яндач не включил его в состав команды на чемпионат мира 2018 года. Следующим крупным турниром Задины стал молодёжный чемпионат мира 2019 года, на который чешская сборная ехала с медальными амбициями. Но в итоге проиграла в четвертьфинале сборной США со счётом 1:3. Главной причиной неудачного выступления стала нерезультативная игра лидеров команды, в частности Филип Задина в 5 матчах набрал всего 1 очко за голевую передачу.
В 2021 году Задина принял участие в дебютном для себя взрослом чемпионате мира: в 8 матчах он набрал 4 очка (2 шайбы и 2 передачи), а сборная Чехии выбыла в четвертьфинале и не смогла прервать длительную безмедальную серию на крупных турнирах.

## Достижения

#### Командные
- Победитель Мемориала Ивана Глинки 2016 (сборная Чехии до 18 лет)
- Чемпион Чехии 2021 («Оцеларжи Тршинец»)

#### Личные
- Вошёл в символическую сборную молодёжного чемпионата мира 2018 (сборная Чехии до 20 лет)
- Вошёл в первую команду звёзд главной юниорской хоккейной лиги Квебека 2018 («Галифакс Мусхэдз»)
- Обладатель Майк Босси Трофи 2018 («Галифакс Мусхэдз»)

## Статистика
Обновлено на конец сезона 2020/2021
| Легенда | Легенда                    | Легенда | Легенда                   | Легенда | Легенда    |
| ------- | -------------------------- | ------- | ------------------------- | ------- | ---------- |
| И       | Количество проведённых игр | Штр     | Штрафное время            | +/−     | Плюс-минус |
| Г       | Голы                       | П       | Голевые передачи          | О       | Очки       |
| -       | Статистика неизвестна      | —       | Статистика не учитывалась |         |            |

## Семья
Филип Задина из хоккейной семьи, его отец Марек Задина (род.18.02.1972 г.) бывший нападающий, выступавший с 1990 по 2011 годы за множество различных чешских клубов, в Экстралиге забросил 191 шайбу в 677 матчах. В настоящее время работает ассистентом главного тренера клуба «Оцеларжи Тршинец».